# Caralluma vaduliae
Caralluma vaduliae är en oleanderväxtart som beskrevs av J.J. Lavranos. Caralluma vaduliae ingår i släktet Caralluma och familjen oleanderväxter. Inga underarter finns listade i Catalogue of Life.